# Sangiaccato di Lepanto
Il sangiaccato di Lepanto, noto anche come sangiaccato di Inebahti, o di Aynabahti (in turco ottomano: Sancak-i/Liva-i İnebahtı/Aynabahtı; in greco λιβάς/σαντζάκι Ναυπάκτου?) era una provincia ottomana di secondo livello (sangiaccato/sanjak o liva) che comprendeva parti centrali della Grecia continentale. Il nome turco deriva dalla sua capitale, Inebahti/Aynabahti (in greco Naupaktos), meglio conosciuto con il suo nome italiano, Lepanto.

## Storia
La provincia fu costituita nel 1499, quando gli ottomani conquistarono Lepanto, possedimento della Repubblica di Venezia dal 1407. Gran parte del territorio assegnato alla nuova provincia, tuttavia, era già stato sotto il controllo ottomano, sotto il sangiaccato di Tirhala.
Il 7 ottobre 1571, al largo della città di Lepanto, fu combattuta la celebre Battaglia di Lepanto tra le flotte dell'Impero ottomano e la Lega Santa. I veneziani ripresero la città nel 1687, durante la guerra di Morea, ma la cedettero al controllo turco nel 1699, dopo il trattato di Karlowitz. Sebbene la maggior parte della provincia si ribellò nello scoppio della guerra d'indipendenza greca nel 1821, la capitale Lepanto rimase in mani ottomane fino al 12 marzo 1829, quando passò sotto il controllo greco.

## Divisione amministrativa
In origine, il sangiaccato faceva parte dell'Eyalet di Rumelia, ma dopo il 1533 venne subordinata al nuovo Eyalet dell'Arcipelago.
Secondo il geografo del XVII secolo Hajji Khalifa, la provincia comprendeva sei kaza (o distretti): la stessa Lepanto/Inebahti, Karavari (Kravara), Abukor (Apokouros), Olendirek/Olunduruk (Lidoriki), Gölhissar (probabilmente Limnochori) e Kerbenesh (Karpenisi).
Le fonti dell'inizio del XIX secolo documentano che il sangiaccato faceva all'epoca parte dell'Eyalet di Morea e comprendeva ancora sei kaza: Lepanto/Inebahti, Abukor, Olendirek/Olunduruk, Gölhissar, Kerbenesh e Patracik (Ypati).